# Barra Mansa
Barra Mansa este un oraș în unitatea federativă Rio de Janeiro (RJ), Brazilia.